# Groot-hoefbladboorder
De groot-hoefbladboorder (Hydraecia petasitis) is een vlinder uit de familie van de uilen (Noctuidae). De wetenschappelijke naam van deze soort is voor het eerst geldig gepubliceerd door Henry Doubleday in 1847.

## Beschrijving
De voorvleugellengte bedraagt tussen de 19 en 23 millimeter. De grondkleur van de voorvleugels is bruin. De tekening lijkt op die van de aardappelstengelboorder, maar de dwarslijnen zijn minder duidelijk. De buitenste dwarslijn loopt vanaf de achterrand recht over de voorvleugel en buigt pas vlak bij de voorrand (costa) af. Bij verstoring rent de vlinder weg.

## Levenscyclus
De rups van de groot-hoefbladboorder is te vinden van april tot juli. Als waardplanten wordt groot hoefblad gebruikt. De rups leeft in de stengels en later wortels van de waardplant. De soort overwintert als ei. De vlinder kent één generatie die vliegt van halverwege juli tot en met september. De vlinder wordt zelden buiten de nabijheid van de waardplant waargenomen.

## Voorkomen
De soort komt verspreid voor over een flink deel van Europa, geconcentreerd rond Centraal-Europa. Daarnaast langs de Zwarte Zee, in de Kaukasus, de Altaj en de Koerilen. De groot-hoefbladboorder is in Nederland en België een zeldzame soort. 